# Camille Fauré
Pour les articles homonymes, voir Fauré.
Camille Raymond Fauré est un artiste émailleur français, né le 16 novembre 1874 à Périgueux et mort le 7 octobre 1956 à Limoges. Il est surtout connu pour son travail de conception d'émaux pour les sociétés fabriquant la porcelaine de Limoges. Les motifs floraux et figuratifs dans des couleurs richement émaillées sont sa signature.

## Biographie
Ses parents sont le peintre Jean-Marie Bertrand Fauré et Marie Pinsan. Il naît à Périgueux où il entre en apprentissage .
Au début du XXe siècle, il vend ses créations à Paris dans la boutique Au Vase Etrusque . Dans cette boutique, il produit et expose des vases, des bols, des cendriers, des boîtes et d'autres objets .

### Carrière

#### Exposition foire de Lyon (1919)
En 1919, il expose à la Foire de Lyon. Plus tard, il participe également à la Foire de Paris. Ces deux événements donnent à ses 20 employés suffisamment de travail pour toute l'année .

#### Fauré et Marty (1919-1925)

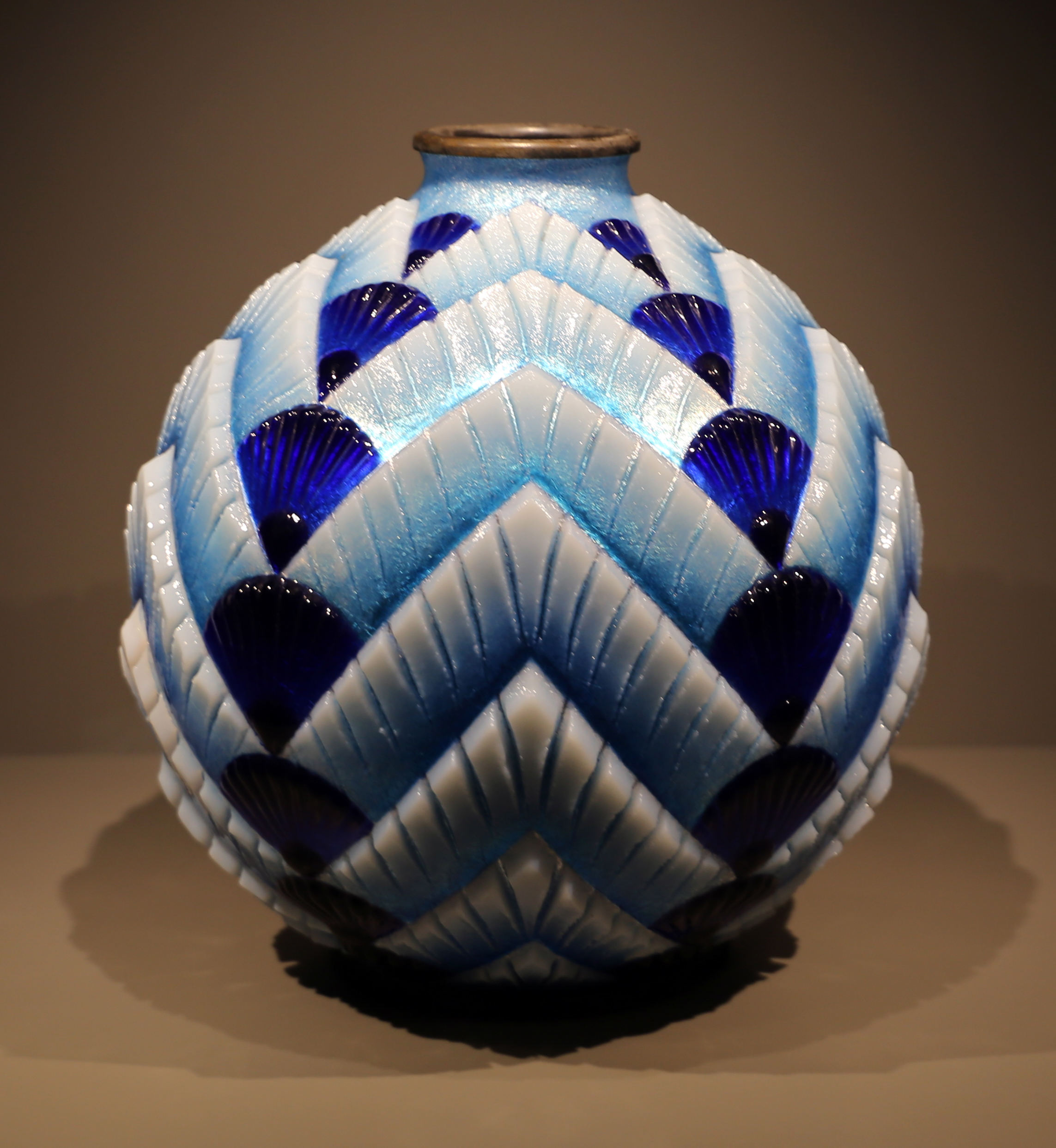
Vase de Camille Fauré, Musée des Arts décoratifs de Berlin

En 1919, une association notable se forme entre lui et Alexandre Marty (1876 - 1943). Cette collaboration conduit à l’innovation dans le domaine de l’émaillerie, avec le développement de nouvelles méthodes de production d’émaux, en particulier les émaux flammés et dépolis. Sous la marque « Fauré et Marty », ils conçoivent et exposent diverses pièces, dont une série limitée de pendentifs en or, argent et cuivre, ornés d’émail. Cependant, leur collaboration prend fin au début de l’année 1925.

#### Exposition internationale des arts décoratifs et industriels modernes (1925)
L'Exposition internationale des arts décoratifs et industriels modernes de 1925 marque la percée de Fauré. Il devient l'émailleur le plus célèbre de Limoges. Parmi les autres émailleurs de Limoges actifs dans les années 1920, figurent Paul Bonnaud, Jules Sarlandie et Henriette Marty.

#### C. Fauré Limoges (1925-1956)
En 1925, Fauré établit sa propre entreprise à Limoges. Il emploie cinq émailleurs : Lucie Dadat, Pierre Bardy, Louis Valade, Marcelle Decouty-Védrenne et Jeanne Soubourou. Ces derniers ont la possibilité de créer librement sous la marque « C. Fauré Limoges ». L’entreprise se spécialise dans la production d’enseignes et de plaques publicitaires pour les magasins, ainsi que dans la peinture et la décoration intérieure. Cette spécialisation coïncide avec l'essor des grands magasins à cette époque.
À sa mort en 1956, sa fille Andrée Faure reprend l'affaire. L'entreprise « C. Fauré Limoges » ferme ses portes en 1985.

## Héritage

### Premières œuvres
Ses premières pièces et celles d'après la Seconde Guerre mondiale comportent de grands motifs floraux, souvent dans des couleurs riches qui s'inscrivent dans le style Art nouveau.

### Innovation dans l'utilisation de l'émail
Dans les années 1920⁣⁣, lorsqu’il commence à utiliser de grands récipients, vases, bols ou jardinières à bouche ouverte, plusieurs couches d’émaux polychromes dans des dessins géométriques tridimensionnels, durs, vitreux, de subtile complexité et de combinaisons de couleurs . Cette reformulation met en évidence son innovation dans l’utilisation de l’émail et la complexité de ses créations.
Ses œuvres l’établissent comme le plus grand émailleur créatif du style Art déco. Ses créations comprennent des motifs variés tels que des chevrons, des losanges, des motifs diagonaux et des rayures, ainsi que des motifs floraux, allant de représentations naturalistes à des interprétations stylisées de feuilles et de fleurs. Les motifs géométriques arborent des teintes vives de bleu, de rouge, d’orange et de jaune, contrastées par des accents de noir. Les motifs floraux, en revanche, présentent des teintes plus douces comme le turquoise, le bleu clair, le rose, la lavande et le blanc. Certains vases se distinguent par des panneaux et des bordures combinant des motifs floraux et des motifs géométriques et cubistes .

### Divers musées exposés
Ses œuvres se trouvent dans des collections privées ainsi qu'au Musée des Beaux-Arts de Limoges, au Musée des Arts Décoratifs de Paris qui fait partie du Louvre ; au Museum für Angewandte Kunst (Cologne) ; au Musée de l'Horlogerie et de l'Emaillerie à Genève, Suisse ; au Vittoriale degli Italiani à Brescia, Lombardie ; et aux États-Unis : au Kirkland Museum of Fine & Decorative Art de Denver, au Corning Museum of Glass et au Cooper Hewitt, au Smithsonian Design Museum de New York, au Virginia Museum of Fine Arts, au Walters Art Museum de Baltimore, et le Smart Museum of Art de Chicago, entre autres.

## Vie privée
En 1900, il épouse Marie-Madeleine Barbaud à Limoges . Le couple a deux filles, Gabrielle Réjane et Andrée .

## Remarques
1. ↑  Fondée en 1887 par Louis Damon (1860 - 1947), elle était située au 20 du Boulevard Malasherbes.
2. ↑  Cette exposition a donné naissance au terme "Art déco".
3. ↑  La fille d'Alexandre Marty.
4. ↑  Gabrielle devient une pianiste douée et Andrée un artisan dans l'atélier de Camille. (Shayo, p 12)

## Sources
- Michel Kiener : Camille Fauré et les siens : Du bâtiment aux émaux Art Déco, Limoges, Éditions Mon Limousin, 2021, 144 p. consulter en ligne
- Michel C. Kiener : « Les emaux art déco de l'atelier Fauré », Editions Culture et Patrimoine en Limousin, 2016.
- Michel C. Kiener : Limoges en Art déco, Les vases de cuivre émaillé de l'atelier Fauré.
- Alberto Shayo : Camille Fauré : Les émaux Art Déco de Limoges : la géométrie de la joie, Club des Collectionneurs d'Antiquités, 2007.
- Erika Speel : « Dictionnaire de l'émaillage : histoire et techniques », Routledge, 2018.